# Blitta
Blitta est une ville du Togo, dans la Région centrale.

## Géographie

### Situation géographique
La ville de Blitta est le chef-lieu de la préfecture de Blitta. Elle est située dans la région centrale et se trouve à environ 266 km de Lomé.

### Population
La ville de Blitta a une population de 55 035 habitants. Elle couvre une superficie de 723 km2, soit une densité de 76 hab/km2.